# Beggars Group
Beggars Group — британська група лейблів звукозапису, створена навколо лейблу Beggars Banquet Records, заснованого 1977 року.
Співзасновниками компанії стали Мартін Міллз та Нік Остін, які 1973 року відкрили магазин по продажу платівок у Лондоні, а потім цілу мережу магазинів Beggars Banquet. 1977 року на доданок до магазинів було засновано лейбл звукозапису Beggars Banquet, першим релізом якого був семидюймовий сингл панк-рок-гурту The Lurkers Free Admission Single, що містив пісні «Shadow» та «Love Story». Фінансове становище компанії було скрутним, тому невдовзі довелося підписати контракт із корпорацією Warner-Elektra-Atlantic.
Проривним моментом в історії Beggars Banquet став вихід альбомів гурту Tubeway Army на чолі з Гері Ньюманом. Потрапляння записів Tubeway Army до вершин чартів дозволило Гері Ньюману розпочати сольну кар'єру, а Beggars Banquet розвиватися як лейблу. Протягом 1980-х років було засновано імпринти 4AD та Situation Two, на яких виходили альбоми визначних інді-виконавців, серед яких The Charlatans, Pixies, Cocteau Twins, MARRS, Bauhaus, The Cult та The Fall. Пізніше до каталогу Beggars Banquet додалися записи гуртів рейву та танцювальної музики, таких як Basement Jaxx та Prodigy, що виходили на лейблі XL Recordings. Зокрема, альбом Prodigy The Fat of the Land (1997) досягнув найвищого успіху серед усіх платівок, що виходили на інді-лейблах.
Протягом 2000-х років на Beggars Banquet виходили альбоми таких виконавців, як Адель, Еноні, Арка, Big Thief, Джарвіс Кокер, FKA twigs, Grimes, Interpol, M.I.A., The National, Queens of the Stone Age, Radiohead, Самфа, Камасі Вашингтон, The xx та багатьох інших. Релізи лейблу отримували найвищі музичні нагороди, включаючи Brit Awards, «Греммі» та Mercury Prize. Станом на 2024 рік до складу групи Beggars Group входять лейбли 4AD, Matador Records, Rough Trade Records, XL Recordings та Young.